# Tynanthus elegans
Tynanthus elegans Miers é uma espécie de plantas com flor da família das Bignoniaceae, conhecida pelos nomes comuns de cipó-cravo e cipó-trindade, um arbusto com distribuição natural na Mata Atlântica do Brasil.

## Descrição
Tynanthus elegans é uma planta trepadeira, sem gavinhas, com caule cilíndrico, cor castanho avermelhada, muito sulcado e aromático. Toda a planta cheira a cravo-da-índia, o que deu origem ao nome comum. 
As folhas são trilobadas, lanceolares, opostas.
Produz uma inflorescência terminal com flores brancas ou amarelas. 